# Hemilamprops assimilis
Hemilamprops assimilis är en kräftdjursart som beskrevs av Sars 1883. Hemilamprops assimilis ingår i släktet Hemilamprops och familjen Lampropidae. Arten är reproducerande i Sverige. Inga underarter finns listade i Catalogue of Life.

## Bildgalleri

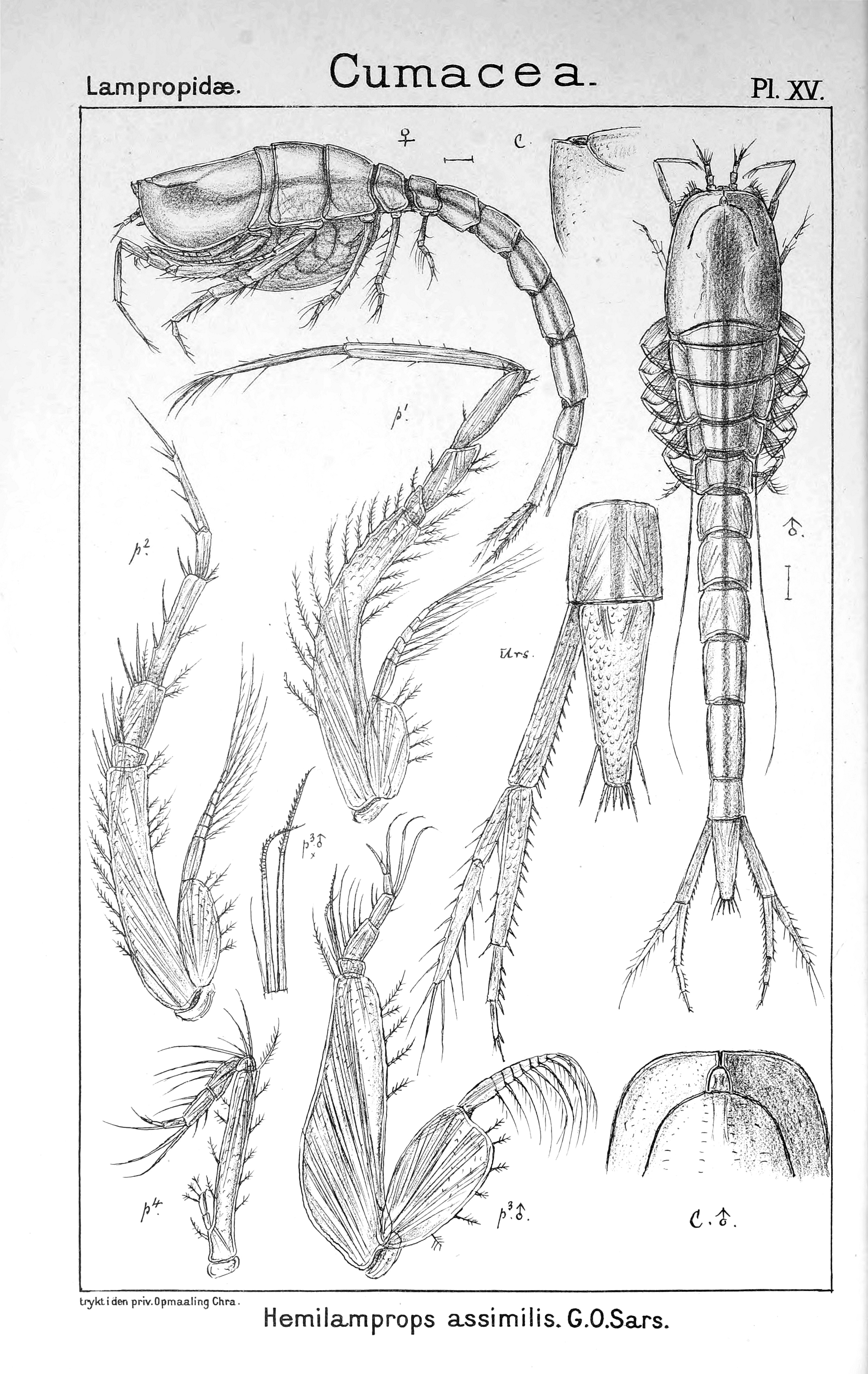